# Jahuactal
Jahuactal es un ejido del municipio de Balancán ubicado en la subregión de los Ríos del estado mexicano de Tabasco.

## Geografía
La localidad se ubica a 11.8 kilómetros (en dirección noroeste) de la localidad de Balancán de Domínguez, la cabecera y lugar más poblado del municipio. Se sitúa en las coordenadas geográficas 17°44′16″N 91°37′22″O / 17.737778, -91.622778, a una elevación de 16 metros sobre el nivel del mar.

## Demografía
Según el Conteo de Población y Vivienda 2020, efectuado por el Instituto Nacional de Estadística y Geografía, la localidad de Jahuactal tiene 130 habitantes, de los cuales 74 son del sexo masculino y 56 del sexo femenino. Su tasa de fecundidad es de 2.86 hijos por mujer y tiene 38 viviendas particulares habitadas.
| Gráfica de evolución demográfica de Jahuactal entre 1980 y 2020 |
|                                                                 |
| INEGI.                                                          |